# Chimalistac
Chimalistac is een wijk de gemeente Álvaro Obregón in het zuidwesten van Mexico-Stad.
De naam Chimalistac is afgeleid van twee Nahuatl woorden, namelijk Chimalli, schild, en Iztac, wit en betekent de plaats van het witte schild.  Er bestaan ook andere verklaringen voor de naam: de antropoloog Hans Lenz suggereert dat het afgeleid is van Temalisteaca, hetgeen zoveel betekent als offersteen.
Chimalistac was oorspronkelijk een inheemse nederzetting, gesticht rond het jaar 670 door Tepaneken. Het was ondergeschikt aan Coyoacán, en werd in de 15e eeuw onderworpen door de Azteken.

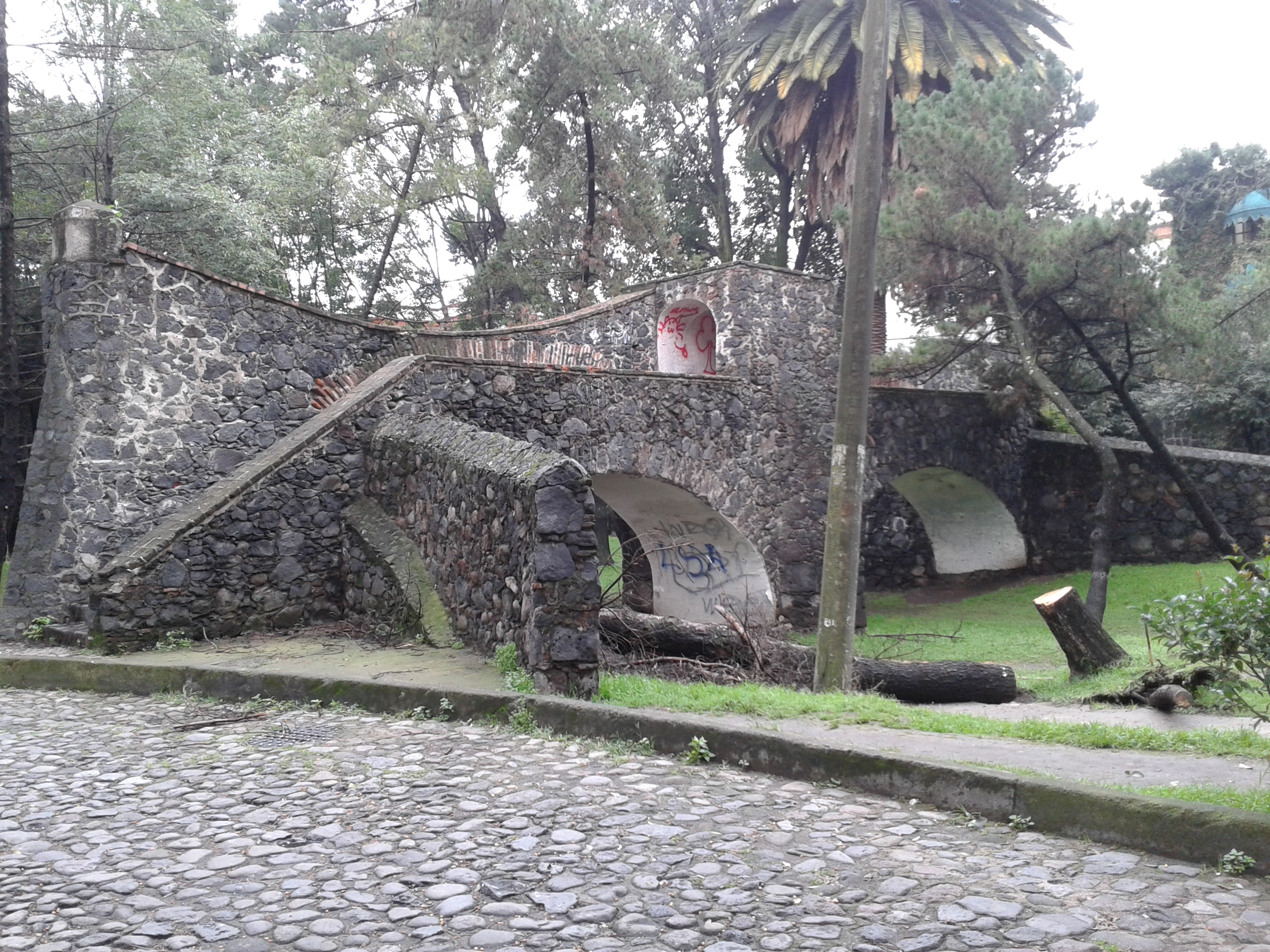
17e-eeuwse brug over de rivier Magdalena in Chimalistac

In de zeventiende eeuw werd er een klooster werd gesticht, het Convento del Carmen. In de 19e eeuw werd het klooster onder de Wet-Lerdo genationaliseerd. Vanaf 1906 werden delen van het terrein verkocht voor woningbouw. In de jaren 40 van de twintigste eeuw werd Chimalistac opgeslokt door Mexico-Stad, waarvan het tegenwoordig een welgestelde wijk is.